# Lars Frölander
Lars Arne Frölander, född 26 maj 1974 i Boden, men uppvuxen i Ornäs, Borlänge, är en svensk simmare och OS-guldmedaljör. 

## Karriär

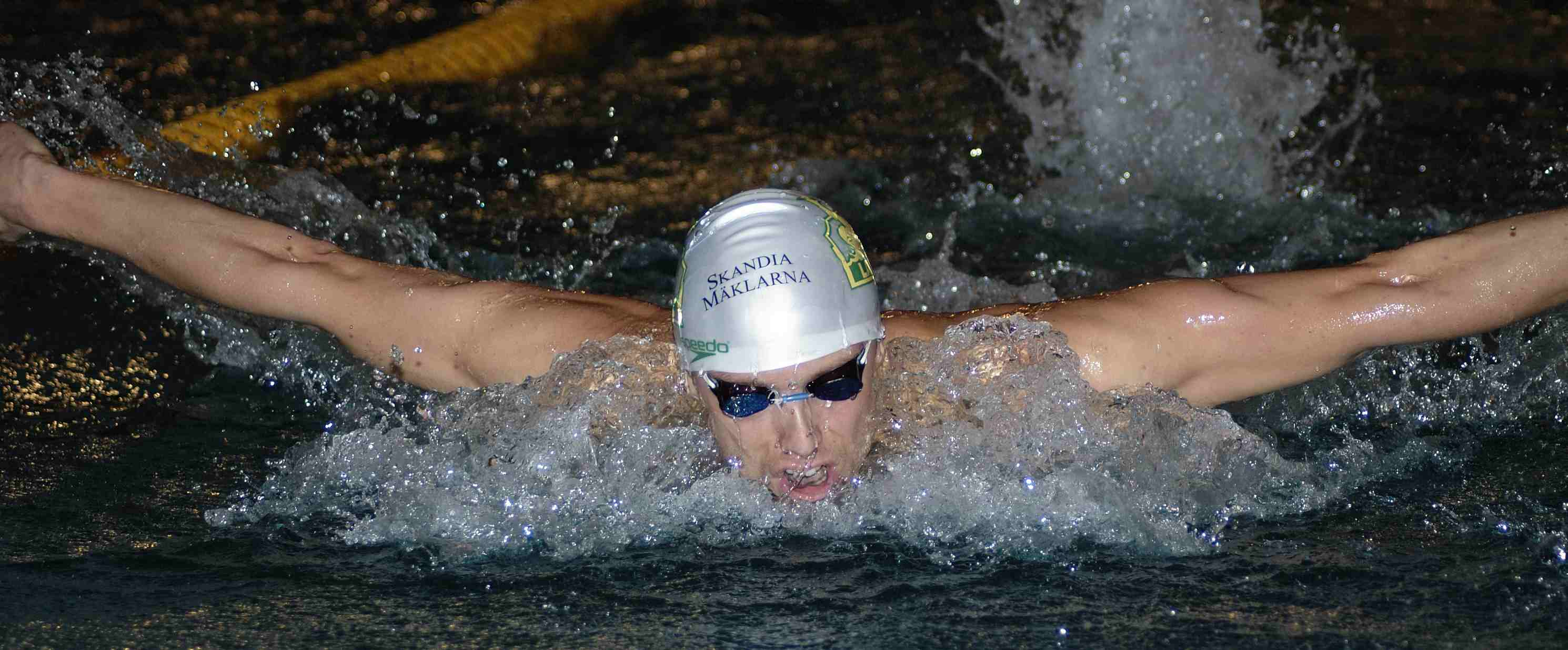
Frölander vid kortbane-SM 2006.

Frölanders första stora framgång som internationell simmare kom 1992, när han var med om att ta silver på 4x200 frisim vid sommar-OS i Barcelona. Efter det kom framgångarna tätt och han utvecklades till en av Sveriges främsta simmare genom tiderna.
År 2000 noterades han för världsrekord på 100 meter fjärilsim i kortbana med tiden 50,44, och tog OS-guld i samma gren i Sydney i september.
Efter OS 2004 i Aten där han endast ställde upp i lagkappen 4x100 meter frisim hade Frölander tänkt sluta med simningen. Men vid EM i Budapest meddelade han att han skulle satsa vidare på simning till åtminstone OS i Peking 2008.
I OS 2008 i Peking ställde Frölander återigen upp i 100 meter fjärilsim men blev utslagen i försöken och slutade på 18:e plats, en tiondels sekund från semifinalen.
Efter att i många år dragits med hälsoproblem och överkänslighet mot klor övergick han på 1990-talet till en mer hälsomedveten livsstil. 2001 blev han vegan, vilket han beskriver som en revolutionerande förändring för hans hälsa och prestationer. Samtidigt försvann klorkänsligheten.
Frölander deltog hösten 2008 i Stjärnor på is i TV4.

## Klubbar
- Borlänge SS  (1992–1996)
- Sundsvalls SS (1996–2001)
- Linköpings Allmänna Simsällskap (2001–)